# 古市公威

古市公威像（東京大学本郷地区キャンパス内）

古市 公威（ふるいち こうい、嘉永7年閏7月12日〈1854年9月4日〉- 昭和9年〈1934年〉1月28日）は、日本の学者。工学博士。帝国大学工科大学初代学長。東京仏学校（法政大学の前身の一つ）初代校長。土木学会初代会長、日本工学会理事長（会長）、理化学研究所第2代所長。東京帝国大学名誉教授。男爵。
帝国大学工科大学長・土木学会長・工学会（日本工学会）理事長として、日本近代工学ならびに土木工学の制度を創った。

## 経歴

### 幼少期からパリ留学まで
古市公威は、大和武士古市氏の末裔である姫路藩士古市孝の長男として旧暦嘉永7年（1854年）に江戸の藩屋敷で生まれた。明治2年（1869年）に旧幕府の開成所を復興し開校した開成学校に入学、明治3年（1870年）には姫路藩の貢進生として大学南校（旧開成学校）へ進学した。新暦1873年（明治6年）に開成学校に設置された諸芸学科へ進学、1875年（明治8年）、諸芸学修行のため文部省最初の留学生として欧米諸国へ派遣されることとなった。1879年（明治12年）8月、フランスの中央工業大学（エコール・サントラル）を卒業して工学士の学位を受領、同年にパリ大学理学部に入学、翌年には卒業して理学士の学位を受領した。
エコール・サントラル時代には猛勉強に明け暮れ、下宿のおばさんが「少しは休憩しないと体をこわすよ」と心配すると「僕が一日休むと日本は一日遅れます」と応えた逸話が残る。

### 帰国後
帰国した古市は1880年（明治13年）12月、内務省土木局雇となり、内務技師として現場で勤務する傍ら、翌年には東京大学講師を兼任することとなり、以後、官僚技術者と大学教官の二足の草鞋をはいた。
1886年（明治19年）5月1日には32歳にして帝国大学工科大学（東京大学工学部の前身）初代学長に就任。また、初代文部次官辻新次らと同年5月に仏学会（日仏協会の前身）、同年11月に東京仏学校（後に東京法学校と合併して和仏法律学校、さらに法政大学に改称）を設立し、東京仏学校の初代校長にも就任した。1890年（明治23年）9月29日、貴族院議員に勅選され、1924年（大正13年）1月16日まで在任。1894年（明治27年）には内務省の初代土木技監に就任して、土木行政の改善を図り、土木法規を制定するなど、技術上・行政上に非凡の才能を振るい、近代土木界の最高権威とされる。
古市は、内務省が軌道条例を鉄道作業局（帝国鉄道庁から鉄道院を経て鉄道省へ改組）と共同所轄していた関係から、日本初の都市間高速電車（インターアーバン）となった阪神電気鉄道の成立にも関与している。本来、軌道条例は馬車鉄道や路面電車など、専ら道路上を走行する交通機関を前提とした法令であり、より高規格かつ長距離を運行する高速電気鉄道への適用は想定外の事態であった。だが、既設の官鉄線との競合を理由に私設鉄道法での大阪 - 神戸間電気鉄道免許出願を鉄道作業局から却下された阪神電気鉄道による、窮余の策とも言える軌道条例に基づく路線特許出願に対し、当時逓信次官であった古市は「線路のどこかが道路上にあればよかろう」との見解を示して容認した。この見解は、ほとんど併用軌道区間のない高速電気鉄道が軌道条例→軌道法を法的根拠として特許を出願する際の根拠となり、以後の日本における鉄道路線網形成にきわめて重大な影響を及ぼしている。
この頃から鉄道行政にも携わるようになり、1903年（明治36年）3月31日に当時日本の国有鉄道網を管轄していた鉄道作業局の長官に就任した。彼の在任時には中央本線の開業記念式典が行われた。しかし日露の緊張が高まったこともあり、9か月で鉄道作業局長官を辞して、戦時の補給路となる京釜鉄道の官選総裁に着任して、京城（ソウル）–釜山間の速成工事の指揮を執った。日露戦争後、韓国統監府鉄道管理局の長官にそのまま留任し、韓国の鉄道整備が一段落したことを受けて1907年（明治40年）6月に長官を辞任して帰国した。
ヨーロッパの視察をして、日本にも地下鉄が必要であると考えるようになった早川徳次は各方面に実現に向けて働きかけを行い、これに対して古市は大いに支援することになった。1920年（大正9年）8月29日に設立された日本最初の地下鉄である東京地下鉄道株式会社の初代社長にも迎えられている。短期間で野村龍太郎に譲っているが、1925年（大正14年）の地下鉄建設起工式では最初に杭を打っている。古市は、各種官庁への率先しての交渉や鉄道省に技術者の派遣要請など、発足したばかりの東京地下鉄道の経営に大きく貢献した。
晩年は工学系の技術者の国際会議を東京で開催した他、日仏会館理事長を務めた。1934年（昭和9年）1月28日に満79歳で亡くなった。

## 業績・人柄

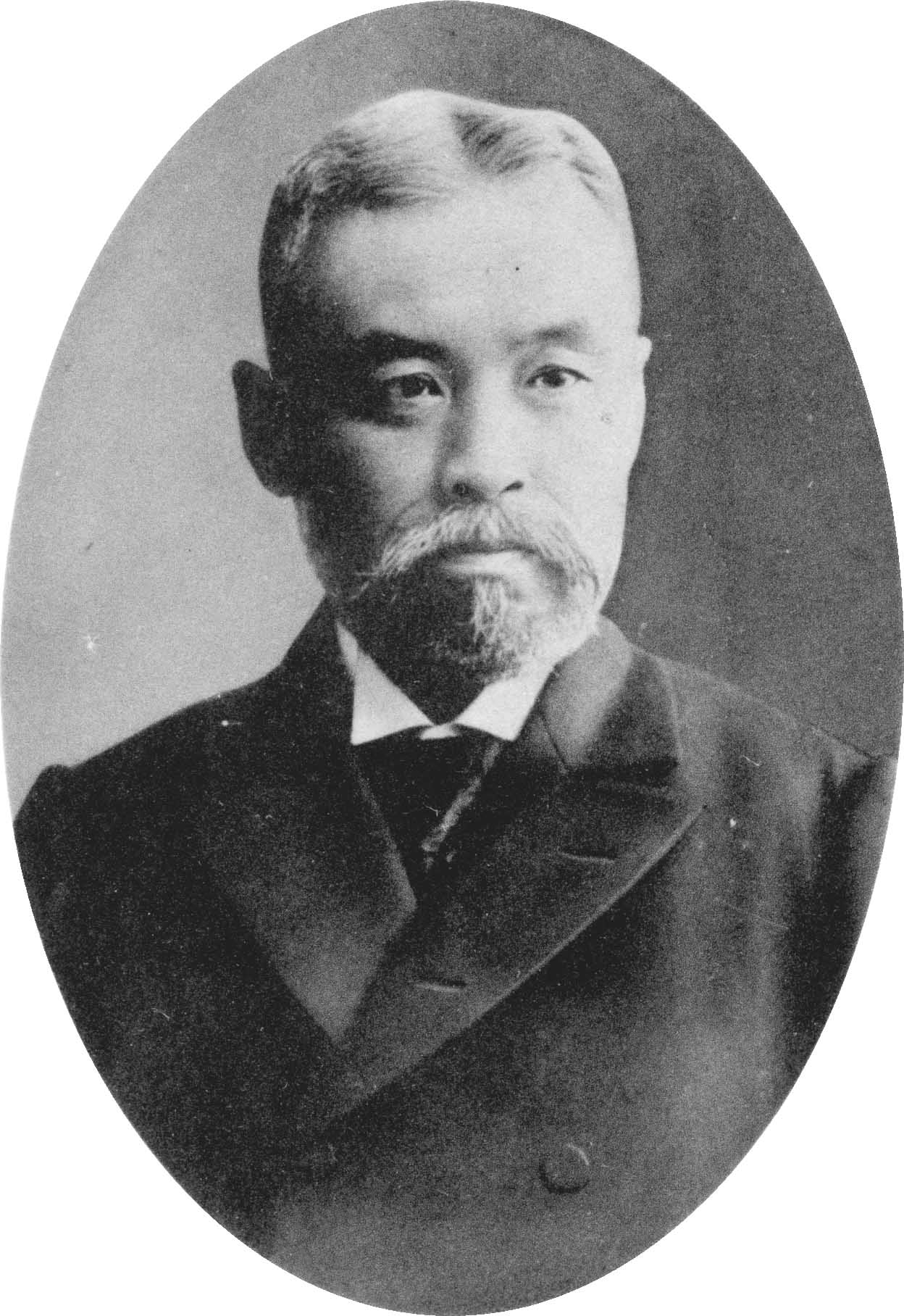
古市公威

古市は内務省土木局のトップとして全国の河川治水、港湾の修築のみならず、日本近代土木行政の骨格を作るとともに、工科大学長・土木学会長・工学会の会長として、日本近代工学ならびに土木工学の制度を作った。彼の代表的な功績として、横浜港の建設がある。1905年（明治38年）、横浜港に日本最初の大般の繋船壁が完成したが、その設計を担当したのは古市だった。
帝国大学初代総長渡邉洪基（渡辺洪基）の意向を受け、工手学校（現工学院大学）の創立（1887年（明治20年））を推進した。渡邉洪基に継ぎ管理長（1901年（明治34年））に就任、その後も含めて約30余年間にわたって学院の発展に尽力した。 1929年7月 - 校名を「工学院」に改称した。
古市は公平無私であり、よく学生を導いたといわれる。また、日本工学会の初代会長として、世界の中で、日本の工学技術の声価を高めることに寄与した。作家・三島由紀夫の本名、“公威（きみたけ）”は、内務官僚であった彼の祖父・平岡定太郎が恩顧を受けた古市公威の名をとって命名した。
古市は慎重な学者肌の性格で、政治的な駆け引きの世界や実業界からは離れていた。能楽を趣味とし、観世流能楽師の梅若実に入門。1907年（明治40年）11月に久米民之助別邸で能が開催された際は、久米に一噌又六郎、千沢平三郎らと共演した。また梅若流独立騒動に当たって古市は調停に奔走している。
古市の書き残した5年間の多数の講義ノートは、克明を極め正確な上に緻密で、古市文庫として東大工学部土木工学科に現存している。

## 栄典
位階
- 1884年（明治17年）8月30日 - 従六位[13][14]
- 1886年（明治19年）7月8日 - 正六位[13][15]
- 1891年（明治24年）12月10日 - 正五位[13][16]
- 1896年（明治29年）12月21日 - 従四位[13][17]
- 1898年（明治31年）9月20日 - 正四位[13][18]
- 1915年（大正3年）6月18日 - 従三位[13][19]
- 1927年（昭和2年）12月15日 - 正三位[13][20]
- 1932年（昭和7年）12月28日 - 従二位[13][21]

爵位
- 1919年（大正8年）12月27日 - 男爵[13]

学位
- 1903年（明治36年）3月7日 - 東京帝国大学名誉教授[22]

勲章等
| 受章年                    | 略綬 | 勲章名                 | 備考 |
| ------------------------- | ---- | ---------------------- | ---- |
| 1890年（明治23年）11月1日 |      | 藍綬褒章               |      |
| 1894年（明治27年）6月19日 |      | 勲四等瑞宝章           |      |
| 1896年（明治29年）3月26日 |      | 藍綬褒章飾版           |      |
| 1896年（明治29年）3月26日 |      | 銀盃一組               |      |
| 1897年（明治30年）1月20日 |      | 勲三等旭日中綬章       |      |
| 1906年（明治39年）4月1日  |      | 勲一等瑞宝章           |      |
| 1906年（明治39年）4月1日  |      | 明治三十七八年従軍記章 |      |
| 1912年（大正元年）8月1日  |      | 韓国併合記念章         |      |
| 1915年（大正4年）11月10日 |      | 大礼記念章（大正）     |      |
| 1918年（大正7年）5月23日  |      | 金盃一組               |      |
| 1919年（大正8年）2月11日  |      | 金盃一個               |      |
| 1919年（大正8年）5月24日  |      | 金盃一組               |      |
| 1920年（大正9年）11月1日  |      | 銀盃一組               |      |
| 1923年（大正12年）1月10日 |      | 御紋付銀杯             |      |
| 1928年（昭和3年）11月10日 |      | 大礼記念章（昭和）     |      |
| 1929年（昭和4年）1月30日  |      | 旭日大綬章             |      |
| 1930年（昭和5年）12月5日  |      | 帝都復興記念章         |      |
| 1934年（昭和9年）1月28日  |      | 旭日桐花大綬章         |      |
| 1934年（昭和9年）1月28日  |      | 金杯一組               |      |

外国勲章佩用允許
| 受章年                     | 国籍           | 略綬 | 勲章名                                                   | 備考 |
| -------------------------- | -------------- | ---- | -------------------------------------------------------- | ---- |
| 1896年（明治29年）10月23日 | カンボジア王国 |      | カンボジア王室勲章コンマンドール                         |      |
| 1901年（明治34年）3月13日  | デンマーク王国 |      | ダンネブロ勲章コンマンドール・ド・ラ・プルミエル・クラス |      |
| 1905年（明治38年）10月20日 | 大韓帝国       |      | 勲一等太極章                                             |      |
| 1907年（明治40年）8月19日  | 大韓帝国       |      | 皇太子殿下嘉礼記念章                                     |      |
| 1916年（大正5年）5月24日   | フランス共和国 |      | レジオンドヌール勲章コンマンドール                       |      |
| 1926年（大正15年）11月12日 | フランス共和国 |      | レジオンドヌール勲章グラントフィシエ                     |      |
| 1926年（大正15年）11月12日 | ベルギー王国   |      | レオポルド2世勲章グランクロア                            |      |
| 1934年（昭和9年）1月28日   | 満州帝国       |      | 大満洲国建国功労章                                       |      |

## 親族
- 長男：古市六三 - 貴族院男爵議員[36]
- 四男：滝脇宏光 - 滝脇信鑰（子爵、滝脇信広長男）の養嗣子となり襲爵。
- 娘：喜子 - 瀬川昌世（小児科学者、医学博士）の妻[36]。
- 娘：静子 - 野田俊作（衆議院議員、福岡県知事、野田卯太郎（商工大臣）の子）の妻。

## 旧古市家住宅（瀬川家住宅）
東京都文京区本郷2丁目に現存する、1896年頃より古市公威一家が暮らした自邸は、関東大震災後、古市の娘婿瀬川家により継承・増築され、2003年（平成15年）3月、国の登録有形文化財に登録された。

## 古市公威が関係した土木構造物
- 横浜港
- 大阪港
- 淀川
- 豊平川
- 信濃川
- 阿賀川
- 庄川

## 古市公威に関する著作物
- 『古市公威とその時代』（著者：土木学会土木図書館委員会・土木学会土木史研究委員会）